# Araneomorphes
Araneomorphae (срп. аранеоморфе) најобимнији је подред паукова који обухвата преко 30 000 врста класификованих у преко 50 породица, што чини око 90% свих живих паукова. Респирацију обављају помоћу једног пара листоликих плућа и трахејног система. Од паучине испредају мреже за лов инсеката, коконе за заштиту јаја и др. Има врста које плен лове и на друге начине као што су постављање замки у земљи или непосредним нападом.

## Најзначајније породице
- теридиде (Theridiidae)
- ликозиде
- лептонетиде (Leptonetidae)
- аргиопиде (Argiopidae)
- агелениде
- пауци крабе
- пауци скакачи

## Галерија
- Spider web early in the morning
- Micrommata virescens
- Agelena labyrinthica
- Araniella cucurbitina
- Philodromus sp.
- Pisaura mirabilis
- Phidippus audax